# Chlorops cinerellus
Chlorops cinerellus är en tvåvingeart som beskrevs av Seguy 1934. Chlorops cinerellus ingår i släktet Chlorops och familjen fritflugor. Inga underarter finns listade i Catalogue of Life.